# Ԙ
Ԙ (minuscule : ԙ), appelée yae ou iae, est une lettre de l’alphabet cyrillique. Elle était employée en mokcha, où elle notait la diphtongue  [jæ]. Elle a la forme d’une ligature entre ya ‹ Я › et ye ‹ Е ›.

## Représentations informatiques
Le yae peut être représenté avec les caractères Unicodes suivants :
| formes    | représentations | chaînes de caractères | points de code | descriptions                      |
| --------- | --------------- | --------------------- | -------------- | --------------------------------- |
| capitale  | Ԙ               | Ԙ                     | U+0518         | ligature cyrillique majuscule yae |
| minuscule | ԙ               | ԙ                     | U+0519         | ligature cyrillique minuscule yae |